# لورانس جي. غرين
لورانس جي. غرين (بالإنجليزية: Lawrence G. Green)‏ هو صحفي جنوب أفريقي، ولد في 1900، وتوفي في 14 مايو 1972.